# Specular Interactive
Specular Interactive, Inc. une entreprise basée à Foothill Ranch en Californie, qui développe des jeux d'arcade. Elle est notamment connu pour les jeux H2Overdrive, Dirty Drivin' et Batman,.

## Historique
Specular Interactive a été fondé par Steve Ranck en 2007. Avant Specular Interactive, Steeve Ranck a fondé Swingin' Ape Studios qui a été racheté par Blizzard Entertainment.
En novembre 2007, Specular Interactive signe un accord avec Raw Thrills un premier jeu d'arcade. Specular Interactive conçoit et développe le jeu, Raw Thrills will le fabrique et l'édite dans le monde entier.
Le premier jeu de Specular Interactive est H2Overdrive, puis qui est suivi par Dirty Drivin'. En 2013, Specular Interactive a collaboré avec Raw Thrills et Warner Bros pour réaliser Batman.
L'entreprise était intéressée par le développement d'une suite de Metal Arms: Glitch in the System, car l'équipe de Specular Interactive était responsable du premier opus.

## Liste de jeux
- H2Overdrive (2009)
- Dirty Drivin' (2011)
- Batman (2013)